# إسماعيل نامق
إسماعيل نامق وهو عسكري عراقي شغل منصب وزير الدفاع في فترة بين عامي 1944—1946.
كما شغل منصب قائد لواء الخيالة الهاشمي الذي أسسه تحسين علي.